# Josip Plemelj
Josip Plemelj (ur. 11 grudnia 1873 w Gradzie na Bledu, zm. 22 maja 1967 w Lublanie) – słoweński i jugosłowiański matematyk.

## Życiorys
Studiował w latach 1894–1898 w Wiedniu, następnie w Berlinie i Getyndze. W latach 1907–1917 profesor na Uniwersytecie Franciszka Józefa w Czerniowcach (Austro-Węgry, obecnie Ukraina). W latach 1919–1920 pierwszy rektor Uniwersytetu i profesor matematyki w Lublanie. W 1957 przeszedł na emeryturę w wieku 83 lat. 
Plemelj zajmował się głównie rachunkiem różniczkowym i całkowym, m.in. teorią operatorów Fredholma. 
Jego imieniem były nazwane formuły Plemelja-Sokhotskiego. 
Do jego uczniów w Czerniowcach należał polski fizyk prof. Wojciech Rubinowicz.

## Upamiętnienie
W 150. rocznicę urodzin Josipa Plemelja w 2023 roku Słowenia wyemitowała okolicznościową monetę o nominale 2 euro. Na monecie przedstawiono części równania, które jako pierwszy na świecie rozwiązał słoweński matematyk.